# Francolim-dourado
O francolim-dourado ou francolim-das-acácias (Francolinus levaillantoides sin. Scleroptila gutturalis) é uma espécie de ave da família Phasianidae.
Pode ser encontrada nos seguintes países: Angola, Botswana, Eritreia, Etiópia, Quénia, Lesoto, Namíbia, Somália, África do Sul, Sudão e Uganda.